# Коротич (селище)
Коротич — селище в Україні, Харківському районі Харківської області.
Населення — близько 5 тисяч, середня школа. Є меморіал загиблим у 1918 році та під час Другої Світової Війни.
Вважається рекреаційним селищем, поруч відомі курорти — Бермінводи та Рай-Оленівка (відкритий ще у XIX столітті).
Раніше Коротичанській селищній раді були підпорядковані селище Новий Коротич та село Стара Московка.

## Географічне розташування
Селище міського типу Коротич знаходиться на відстані менше ніж 1 км від річки Уда (правий берег). Саме селище стоїть на невеликому пагорбі, піднятися на який можна вулицею Центральною. На відстані 1 км розташовані селища Новий Коротич і Рай-Оленівка. Через селище проходить залізниця Харків — Полтава, зупинний пункт Коротич. Поруч проходить автомобільна дорога М03 (E40) та М29 (E105).

## Назва
Назва Коротич, імовірно походить від пересихаючої влітку річки (Коротеч), що протікала через усе селище під час дощів і танення снігу - коротка течія (Коротич).

## Історичні відомості
Засноване у XVII столітті. Перша згадка слободи в джерелах датована 1686 роком.
Вже в 1697 році діяла Покровська церква з дзвіницею. В 1845 році на місці дерев'яного храму збудовано новий кам'яний з дзвіницею (до теперішнього часу не зберігся - зараз побудований новий Свято-Покровський храм).
За даними на 1864 рік у власницькому селі Харківського повіту мешкало 703 особи (323 чоловічої статі та 380 — жіночої), налічувалось 125 дворових господарств, існувала православна церква.
Станом на 1914 рік село відносилось до Будянської волості, кількість мешканців зросла до 4080 осіб.
На початку XX століття кількість жителів була понад дві тисячі. Через селище проходить залізнична лінія Харків — Люботин, яка була побудована в 70-х роках XIX ст.
У період Німецько-радянської війни селище знаходився на рубежі оборони міста Харків, кілька разів було окуповане і звільнене (переходило з рук в руки). На місці важких боїв в жовтні 1941 року, лютому-березні 1943 року і серпні 1943 року на братській могилі встановлено пам'ятник Визволителям.

## Населення

### Мова
Розподіл населення за рідною мовою за даними перепису 2001 року:
| Мова            | Кількість | Відсоток |
| --------------- | --------- | -------- |
| українська      | 4386      | 86.32%   |
| російська       | 659       | 12.97%   |
| білоруська      | 21        | 0.41%    |
| вірменська      | 10        | 0.20%    |
| польська        | 1         | 0.02%    |
| інші/не вказали | 4         | 0.08%    |
| Усього          | 5081      | 100%     |

## Економіка
Поблизу селища розташовано аеродром «Коротич» Харківського аероклубу ім. В. С. Гризодубової ТСО України та термінал "Нової пошти" (Харківський інноваційний термінал).

## Інциденти
У 1998 році під час польоту на літаку Як-18 біля селища загинув Сурабко Григорій Миколайович, український парашутист, заслужений майстер спорту СРСР із парашутного спорту, абсолютний чемпіон світу з класичного парашутизму.

## Російсько-українська війна
3 березня 2022 року внаслідок авіаційного удару російських військових пошкоджень зазнав аеродром "Коротич". Внаслідок удару інфраструктура аеродрому і літаки приведено у неробочий стан.
22 квітня 2022 року російські війська завдали ракетного удару по терміналу "Нової пошти" в Коротичі. Загинув чоловік, 6 отримали поранення.
04 червня 2022 року близько опівночі було завдано російськими військовими чотири авіаційні удари по аеродрому "Коротич". Внаслідок удару зруйновано ангари, знищено авіатехніку, пошкоджено інфраструктуру аеродрому. Близько 23 години, російські війська знов нанесли три ракетно-артилерійських удари по вже зруйнованій інфраструктурі аеродрому "Коротич".
14 жовтня 2022 року російські війська п`ятьма ракетами завдали удару по території аеродрому "Коротич".
21 жовтня 2023 року російські війська завдали ракетного удару по терміналу "Нової пошти" в Коротичі. Загинули принаймні 6 людей, 16 отримали поранення.
13 травня 2024 року о 16:30 російські війська завдали удару авіаційною ракетою Х-59 по Коротичу. Влучання прийшлося на виробниче приміщення місцевого підприємства, де дістали поранення 4 чоловіки та 1 чоловік загинув.

## Пам'ятки
- Скіфське поховання V ст. до н. е.
- Церква Покрови Пресвятої Богородиці.
- Братська могила радянських воїнів у якій похований Ощепков Андрій Іванович (1922-1943), Герой Радянського Союзу.

## Галерея

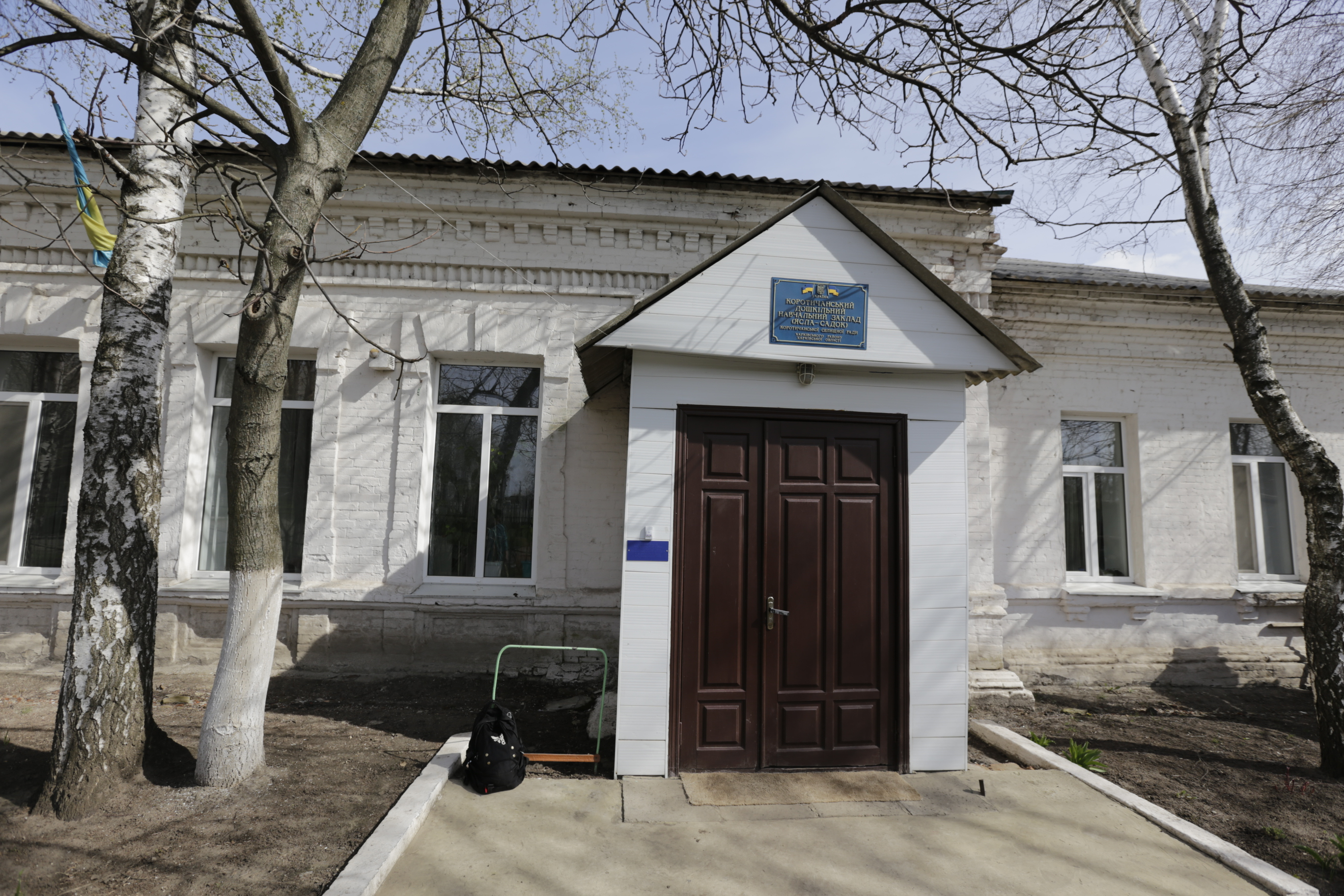
Дитячий садок
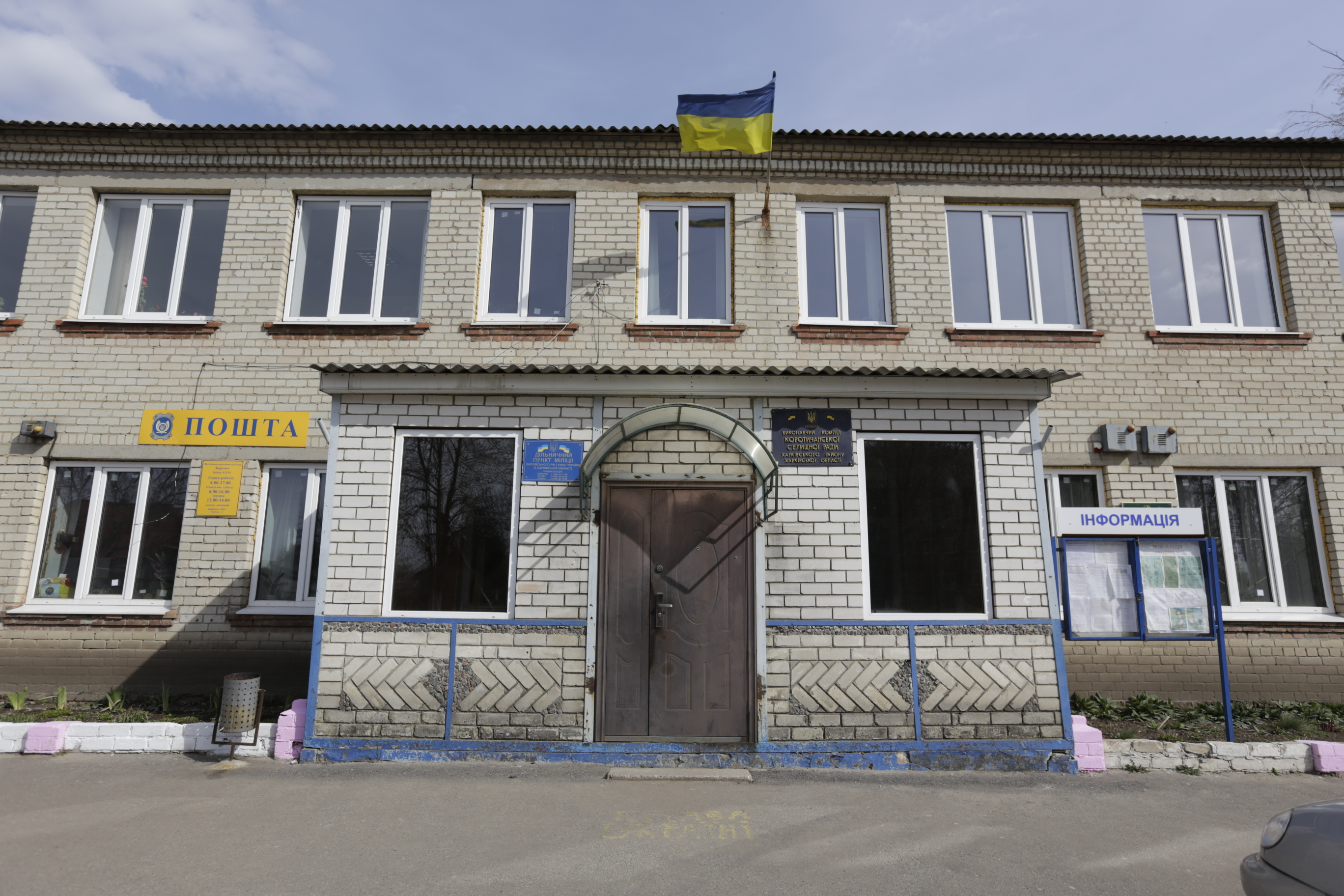
Сільрада, пошта
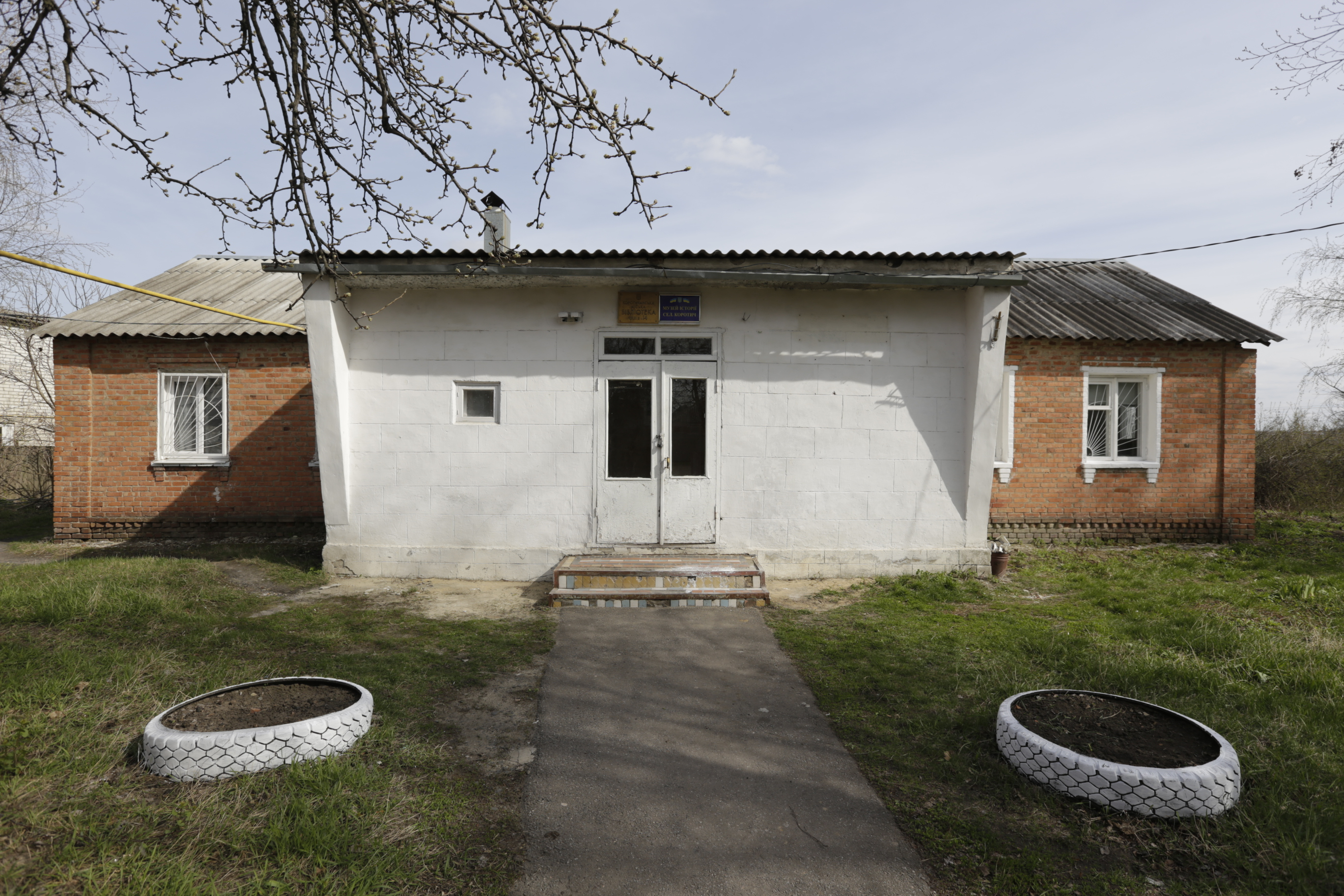
Бібліотека, музей
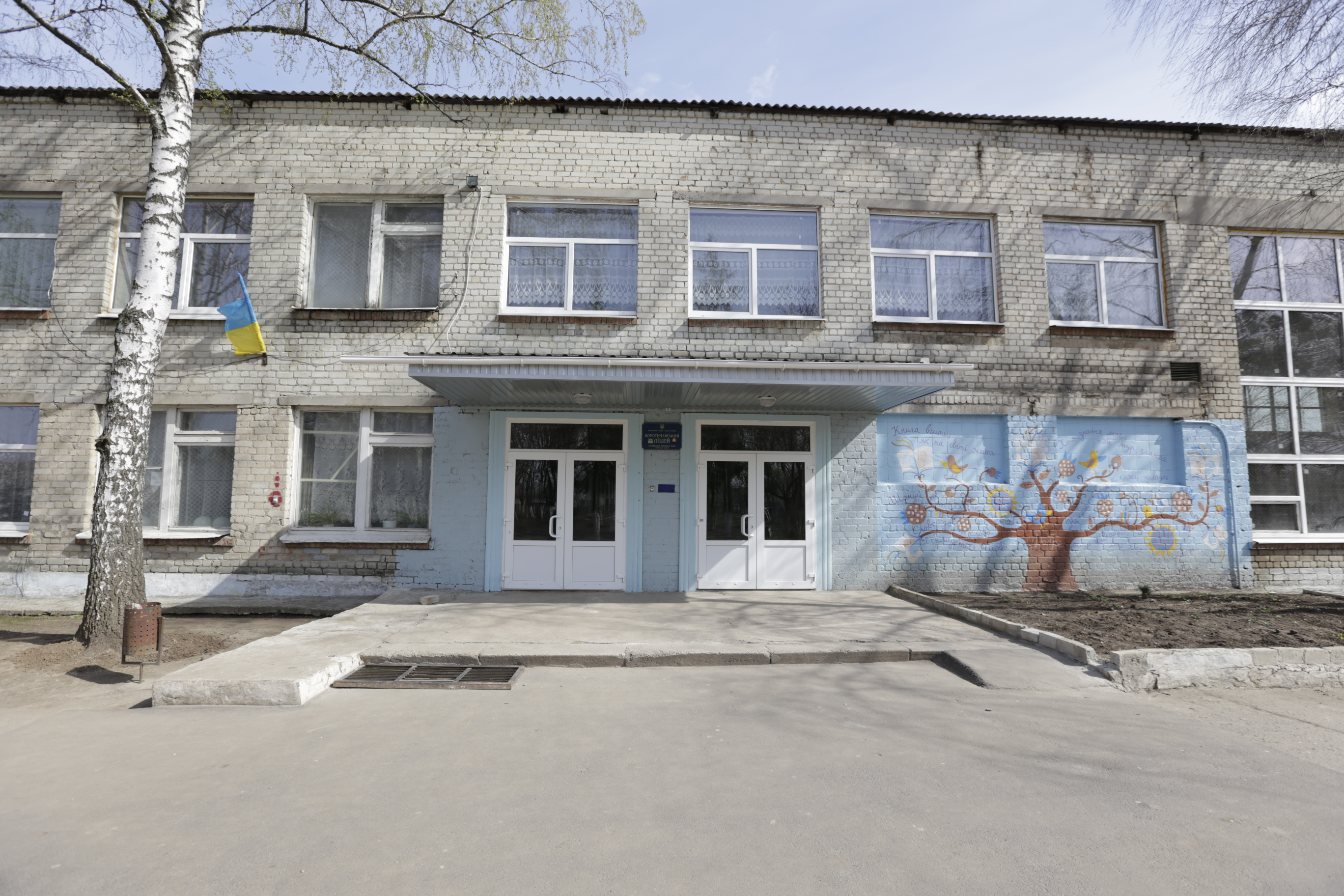
Ліцей